# フィリピン・ペソ

フィリピン・ペソの単位記号

フィリピン・ペソ（タガログ語: Piso ng Pilipinas）とは、フィリピンの通貨。国際通貨コード（ISO 4217）はPHPで、通貨の補助単位はペソの1/100のセンタボ（centavo）。

## 概要
フィリピン・ペソの発行はフィリピン中央銀行が行う。通貨記号は普通のペソでは「$」だが、フィリピン・ペソのみ「₱」となる。

## 貨幣
2010年発行紙幣の券種には、1000、500、200、100、50、20ペソがある。1985年発行紙幣の券種には10ペソと5ペソ紙幣があったが、近年流通していたのは、20ペソ以上の額面の物のみであった。
硬貨には10、5、2、1ペソおよび25、10、5、1センタボがあるが、10、5、1センタボはあまり使われていない。
紙幣に関しては、1985年発行券の偽札に頭を悩ませていた。2010年にフランスの印刷会社に委託して新紙幣を発行したが、紙幣に描かれたモチーフにミスがあるなど話題になった。2010年発行券には、5ペソ札と10ペソ札は当初より存在しない。
1985年発行の旧札は、2010年から5年間をかけて順次新札に交換し、2016年1月1日には旧札が失効券となり、市中では使えなくなり、フィリピン中央銀行とフィリピン各地の銀行で新札と交換を受け付けていたが、2017年4月1日には、1985年発行券は一切使えなくなった。
2020年初頭には20ペソが硬貨（バイメタル貨）に置き換わり、2022年4月18日より1000ペソ紙幣が、2024年12月23日より50, 100, 500ペソ紙幣がポリマー紙幣に順次置き換えられる予定である。

## 記号の符号位置
| 記号 | Unicode | JIS X 0213 | 文字参照         | 名称                 |
| ---- | ------- | ---------- | ---------------- | -------------------- |
| ₱    | U+20B1  | -          | &#x20B1; &#8369; | フィリピン・ペソ記号 |